# Čung-nan-chaj

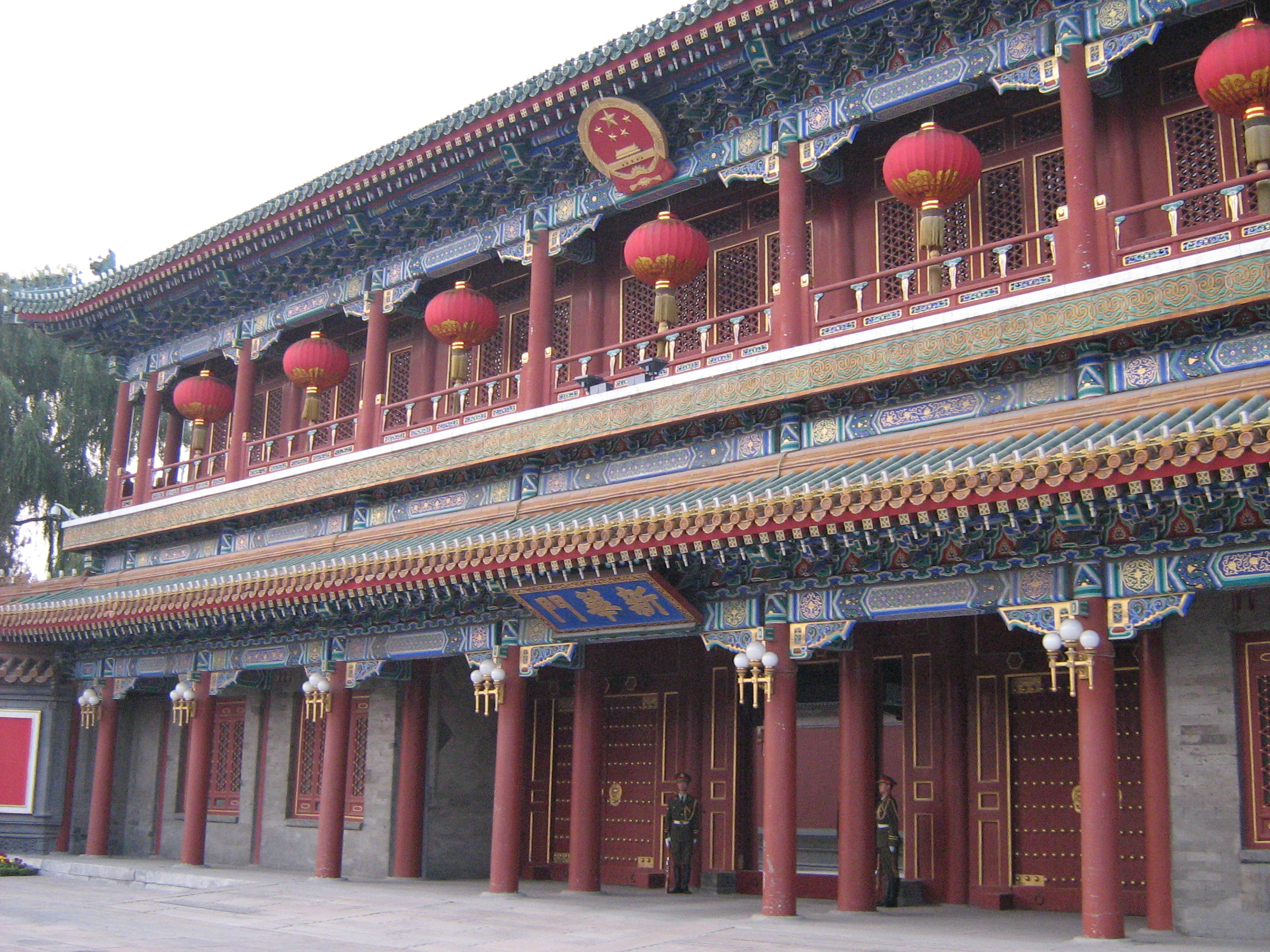
Hlavní vchod – brána „Nová Čína“

Čung-nan-chaj (čínsky pchin-jinem Zhōngnánhăi, znaky 中南海) je komplex budov v Pekingu, které slouží jako ústředí Komunistické strany Číny a jako sídlo vlády Čínské lidové republiky. Názvu Čung-nan-chaj bývá proto často používáno jako synonymum pro vládu či ústředí KS Číny, podobně jako kupříkladu v Česku Hrad pro prezidenta České republiky. Komplexu se také přezdívá Nové zakázané město, v narážce na Zakázané město, sídlo čínských císařů.
Nachází se v obvodě Si-čcheng v historickém jádru města.